# Дуймич-Село
45°13′ пн. ш. 15°13′ сх. д. / 45.22° пн. ш. 15.22° сх. д.
Дуймич-Село (хорв. Dujmić Selo) — населений пункт у Хорватії, у Карловацькій жупанії у складі міста Огулин.

## Населення
Населення за даними перепису 2011 року становило 142 осіб.
Динаміка чисельності населення поселення: